# Erich Mahrt
Erich Mahrt (* 1910 in Rendsburg; † 1. Januar 1988) war ein deutscher Elektriker, der 2017 von der israelischen Gedenkstätte Yad Vashem als Gerechter unter den Völkern geehrt wurde.

## Leben
Erich Mahrt wuchs in einer Rendsburger Arbeiterfamilie auf. Er arbeitete als Elektriker bei der Reederei Hamburg Süd, war Mitglied der KPD und kam 1933 zeitweilig in Schutzhaft.
1930 lernte Mahrt die ebenfalls aus Rendsburg stammende Jüdin Wally Gortatowski (1910–1979) kennen. Nachdem Gortatowski 1939 über Itzehoe  nach Berlin gezogen war, folgte Mahrt ihr 1940 dorthin. Bereits im Sommer 1942 mietete er in einer Berliner Laubenkolonie ein Gartenhäuschen an, in dem sich Wally Gortatowski ab dem 1. Dezember 1942, dem Tag, an dem sie den Deportationsbescheid ins KZ Auschwitz für den 9. Dezember erhalten hatte, bis zum Kriegsende versteckte. Dadurch überlebte sie als einziges Mitglied ihrer Familie den Holocaust.

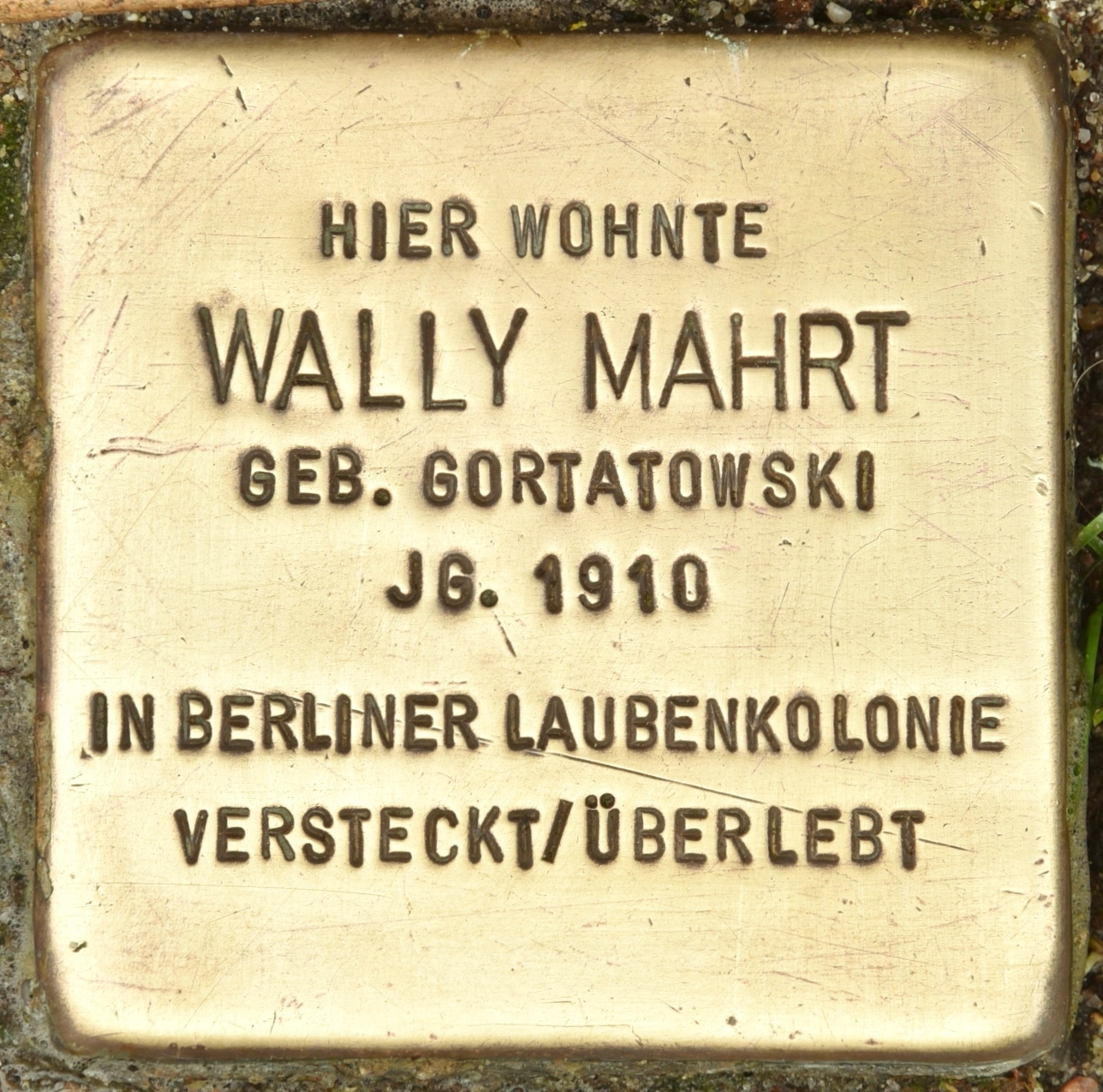
Stolperstein für Wally Mahrt

Im Juli 1945 heirateten Erich Mahrt und Wally Gortatowski, aus der Ehe ging ein 1946 geborener Sohn hervor. 1949 kehrten sie nach Rendsburg zurück, wanderten anschließend nach Argentinien aus, und kamen 1976 als Rentner wieder nach Rendsburg. 1979 beging Wally Mahrt Selbstmord, Erich Mahrt starb 1988. Ihr wurde ein Stolperstein in Rendsburg gewidmet.

## Ehrungen
2006 stellte Frauke Dettmer, die damalige Leiterin des Jüdischen Museums Rendsburg, bei der israelischen Gedenkstätte Yad Vashem den Antrag, Erich Mahrt als Gerechten unter den Völkern zu ehren. Nach ausführlicher Prüfung wurde ihrem Antrag 2017 entsprochen. Damit ist Erich Mahrt der erste gebürtige Schleswig-Holsteiner, der als Gerechter unter den Völkern geehrt wurde.
2013 wurde eine Straße auf dem Gelände der ehemaligen Feldwebel-Schmid-Kaserne in Rendsburg nach Erich Mahrt benannt.